# Meranoplus testudineus
Meranoplus testudineus är en myrart som beskrevs av Mcareavey 1956. Meranoplus testudineus ingår i släktet Meranoplus och familjen myror. Inga underarter finns listade i Catalogue of Life.